# Dechsendorf
Dechsendorf ist eine Gemarkung und ein Statistischer Bezirk im Stadtteil Nordwest der kreisfreien Stadt Erlangen im bayerischen Regierungsbezirk Mittelfranken.
Dechsendorf ist bekannt durch den Großen Bischofsweiher (Dechsendorfer Weiher) als Erholungs- und Freizeitpark in der Region. Er ist alljährlich Schauplatz der Open-Air-Veranstaltung Klassik am See. Am Weiher gibt es einen Campingplatz.
Durch Dechsendorf verläuft der Fränkische Marienweg.
In Dechsendorf gibt es eine Grundschule, drei Fußballplätze, zwei Kindergärten, einen Bogenschießverein und mehrere Spielplätze.

Anders als der größte Teil des Stadtgebiets von Erlangen hat Dechsendorf nicht die Telefonvorwahl 09131, sondern 09135 von Heßdorf.

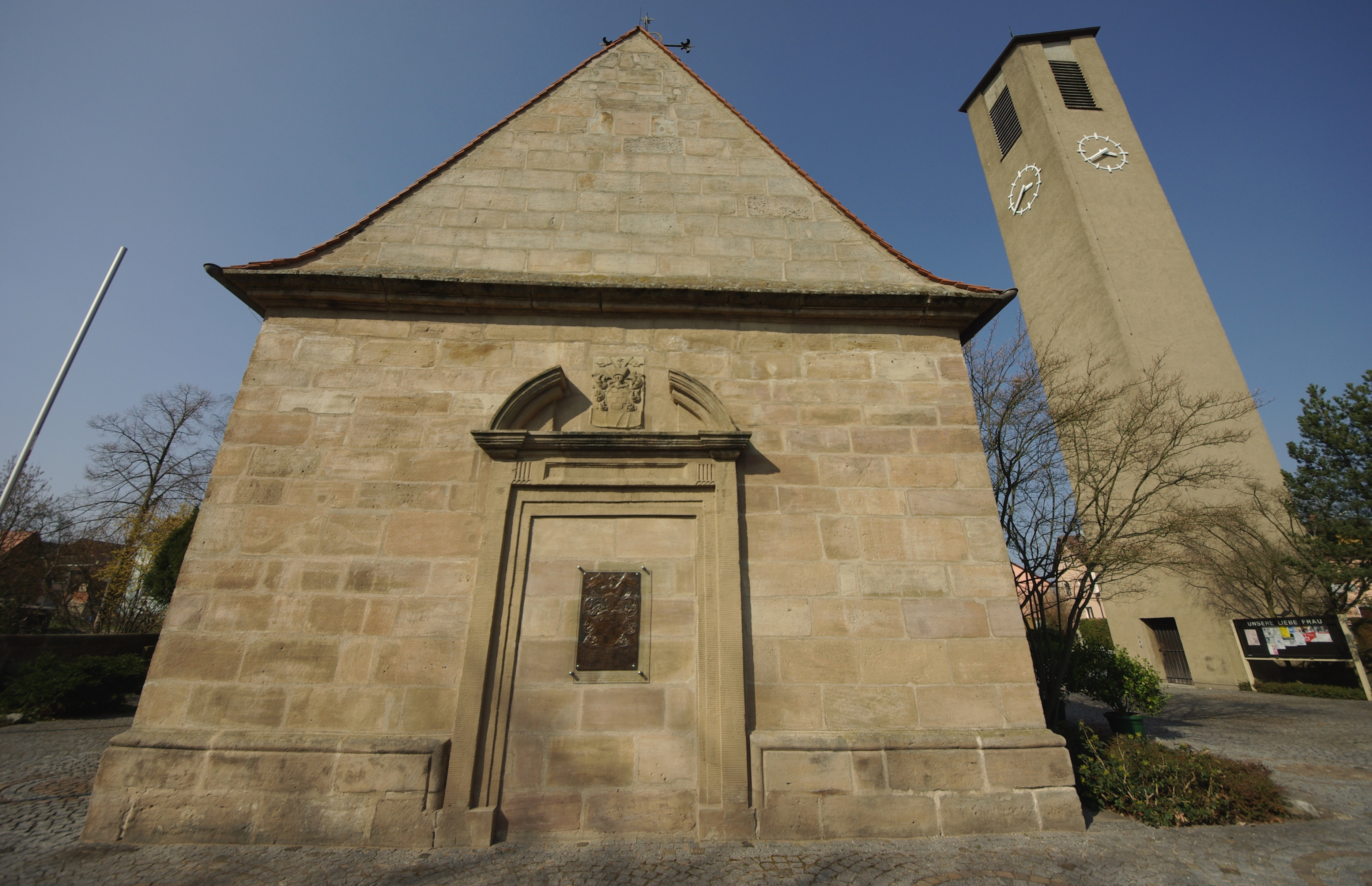
Kapelle Maria Schnee und Turm der Kirche Unsere Liebe Frau, 2011

## Lage und Verkehrsanbindung
Das Pfarrdorf liegt etwa 6 Kilometer nordwestlich des Stadtzentrums von Erlangen an den Staatsstraßen 2240 sowie 2259 in Richtung Röttenbach und Hemhofen. Im ÖPNV wird Dechsendorf von den Regionalbuslinien 202 (Erlangen Zentrum-Weisendorf), 205 (Erlangen Zentrum-Höchstadt an der Aisch), 246 (Herzogenaurach-Höchstadt an der Aisch) und der Stadtbuslinie 283 (Erlangen Zentrum-Dechsendorf) bedient.

## Geschichte
Im Jahre 1718 erhielt die Dechsendorfer Bevölkerung die Zustimmung des Domkapitulars Franz Georg Faust von Stromberg zur Errichtung einer Kapelle. Am 6. August 1719 wurde der Grundstein gelegt und am 1. Oktober 1730 die Kapelle Maria Schnee geweiht. Neben der Kapelle wurde 1726 eine Schule errichtet. Da die Heilige Messe bis in die 1950er Jahre lediglich am Mittwoch früh, am Patronatsfest (5. August) und am Kirchweihfest gefeiert wurde, nahmen viele Generationen von Dechsendorfern in der Pfarrkirche im benachbarten Hannberg am Sonntagsgottesdienst teil.
Nachdem sich abgezeichnet hatte, dass die Kapazität der Marienkapelle durch die wachsende Einwohnerzahl in den Nachkriegsjahren nicht mehr ausreichte, kam es 1959 zur Gründung eines Kirchenbauvereins. Ein Jahr später entwarf der Architekt W. Schilling die Pläne für einen modernen Neubau, der die Marienkapelle als Nebengebäude integrierte. Die katholische Kirche Unsere Liebe Frau, die man anstelle des abgerissenen alten Schulhauses errichtete, wurde am 8. September 1963 durch Erzbischof Josef Schneider geweiht.
Am 5. Oktober 2002 wurde die evangelisch-lutherische Christuskirche nordöstlich des Dorfzentrums geweiht. 
Die Gemeinde Großdechsendorf wurde am 1. Juli 1972 in die kreisfreie Stadt Erlangen eingegliedert. Zuvor gehörte sie dem Landkreis Höchstadt an der Aisch an und somit zum Regierungsbezirk Oberfranken.

## Bildergalerie

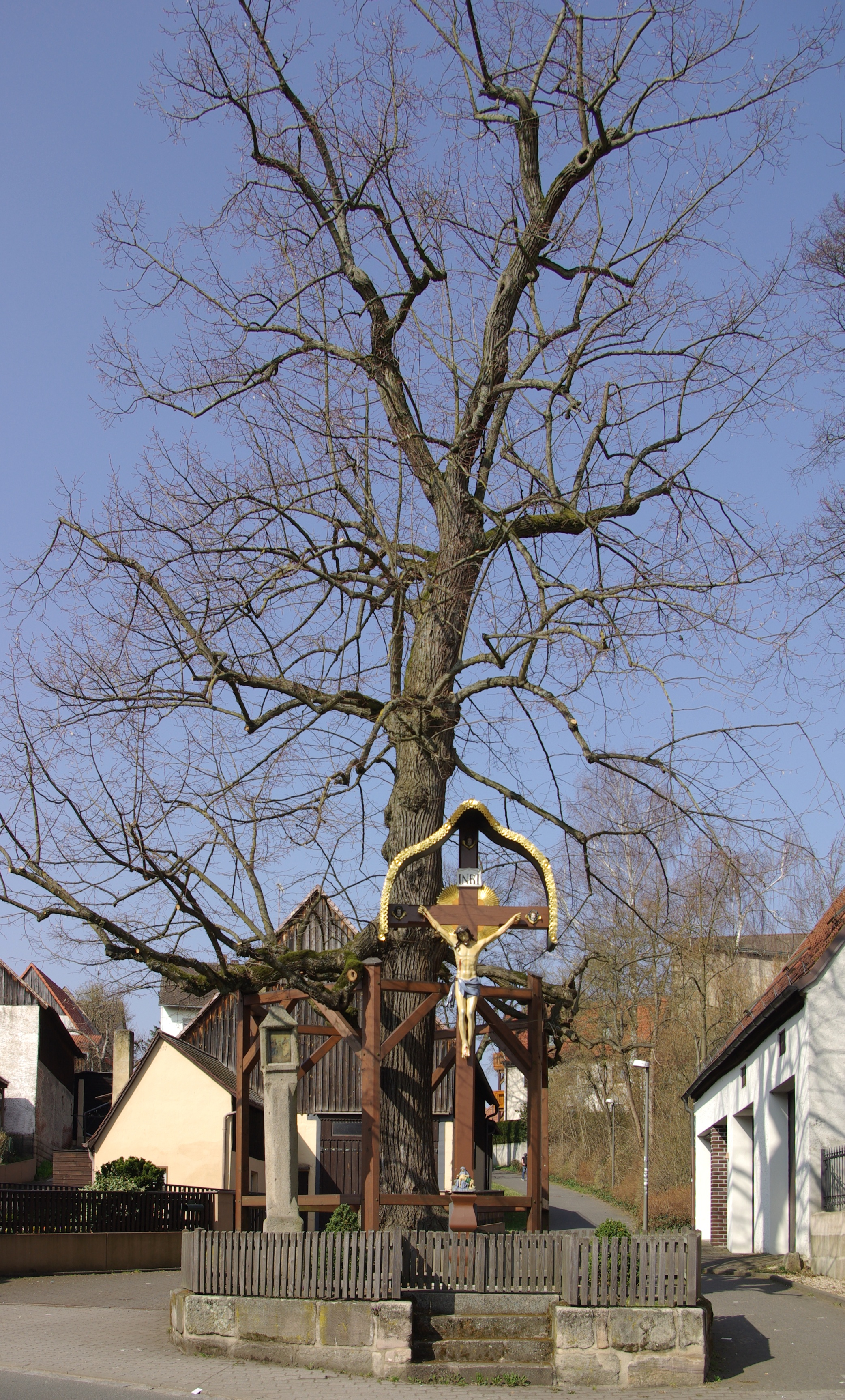
Dorfmitte mit Dorflinde, Marter und Dorfkreuz, 2011
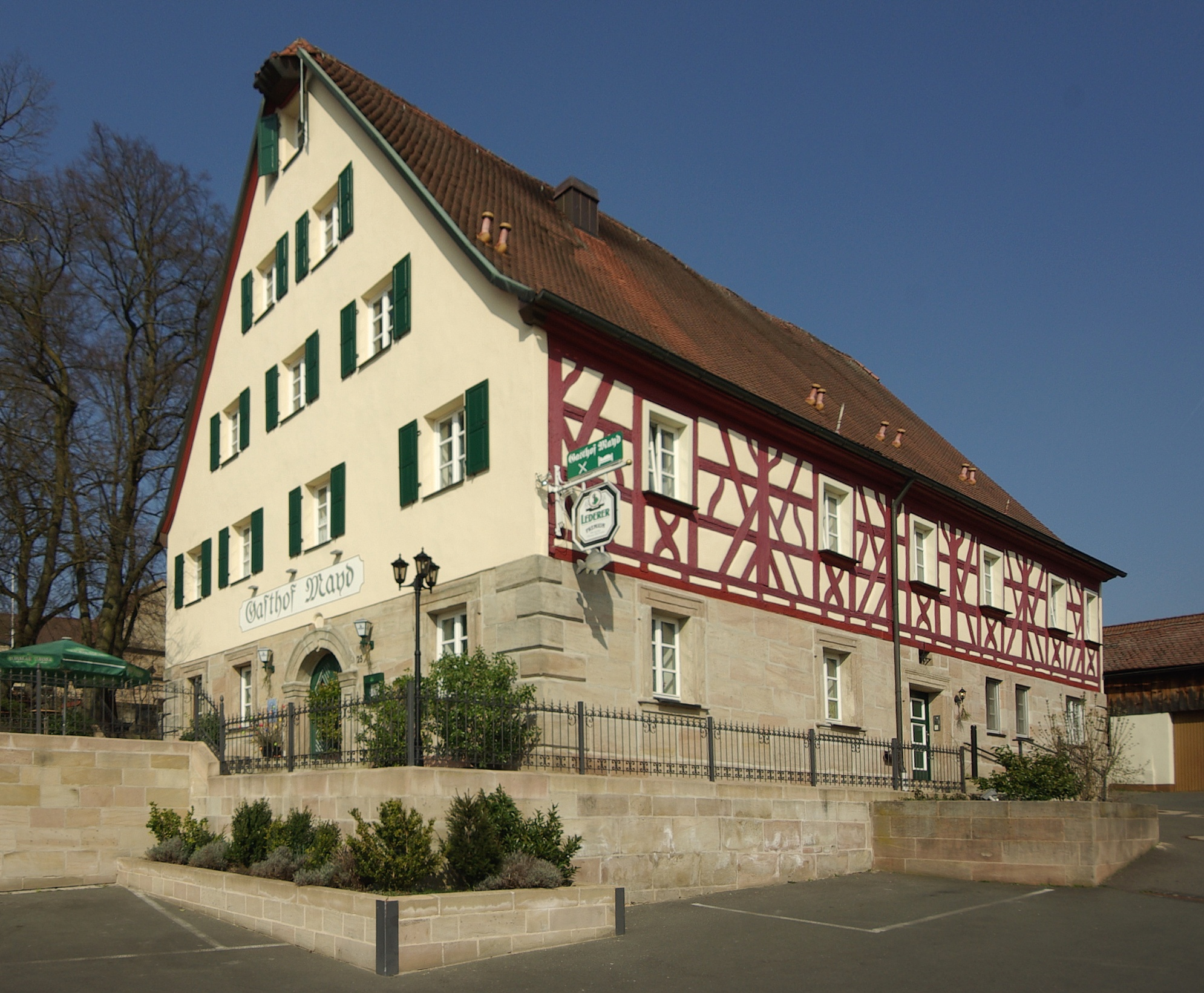
Gasthof Mayd, 2011
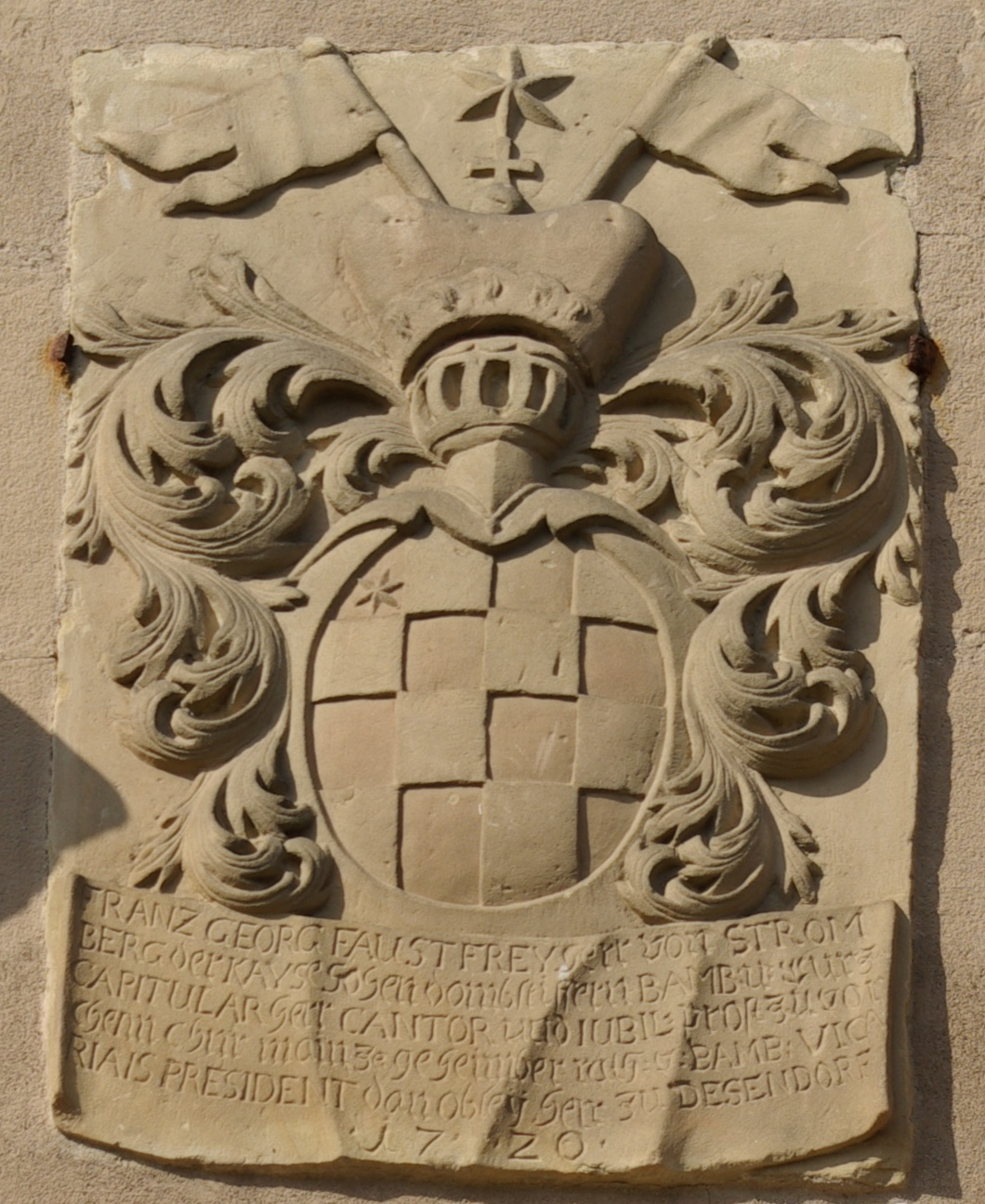
Wappen von 1720 des Adelsgeschlechtes von Stromberg an der Kapelle Maria Schnee
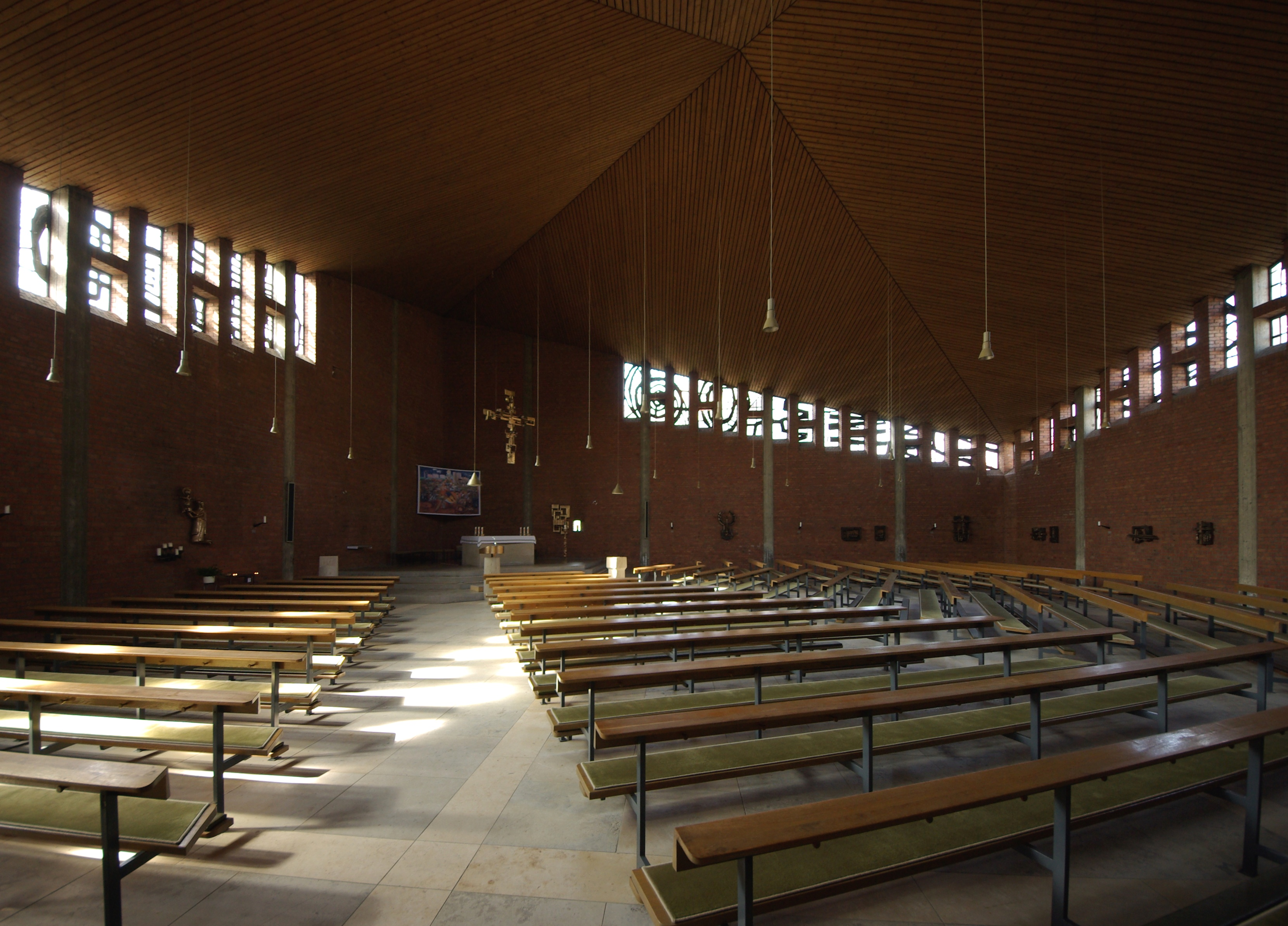
Innenraum der 1963 geweihten Kirche Unsere Liebe Frau, 2011
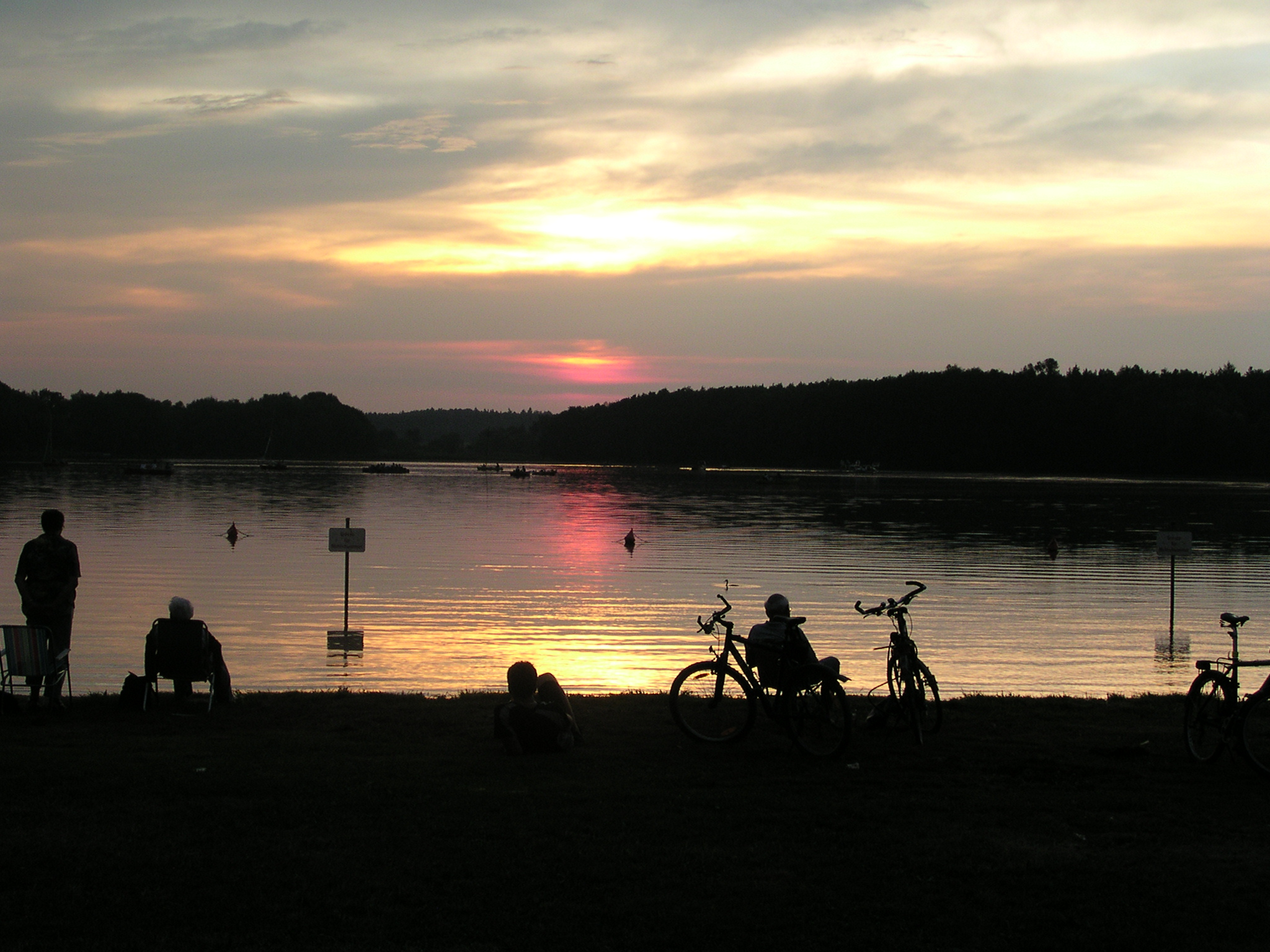
Sonnenuntergang am Großen Bischofsweiher, 2006